# Warren Kinsella
Pour les articles homonymes, voir Kinsella.
Warren Kinsella, né en 1960 à Montréal, est un avocat, auteur, musicien, consultant politique et commentateur public canadien. 

## Biographie
Originaire de Montréal, il obtient un diplôme en journalisme à l'Université Carleton et un diplôme en droit à l'Université de Calgary. Il fut bassiste dans le groupe punk The Nasties avant de devenir conseiller pour Jean Chrétien.
Surnommé le James Carville de la politique canadienne[réf. nécessaire], il se démarque en critiquant Stockwell Day à la télévision. Il est impliqué dans le scandale des commandites car il a nommé Charles Guité à la tête d'une agence de communications.
Lors de l'élection fédérale canadienne de 2000, il est à la tête du comité chargé de la réélection du parti libéral. Il est aussi l'auteur de cinq livres sur la politique et la musique.